# Kirche Didlacken

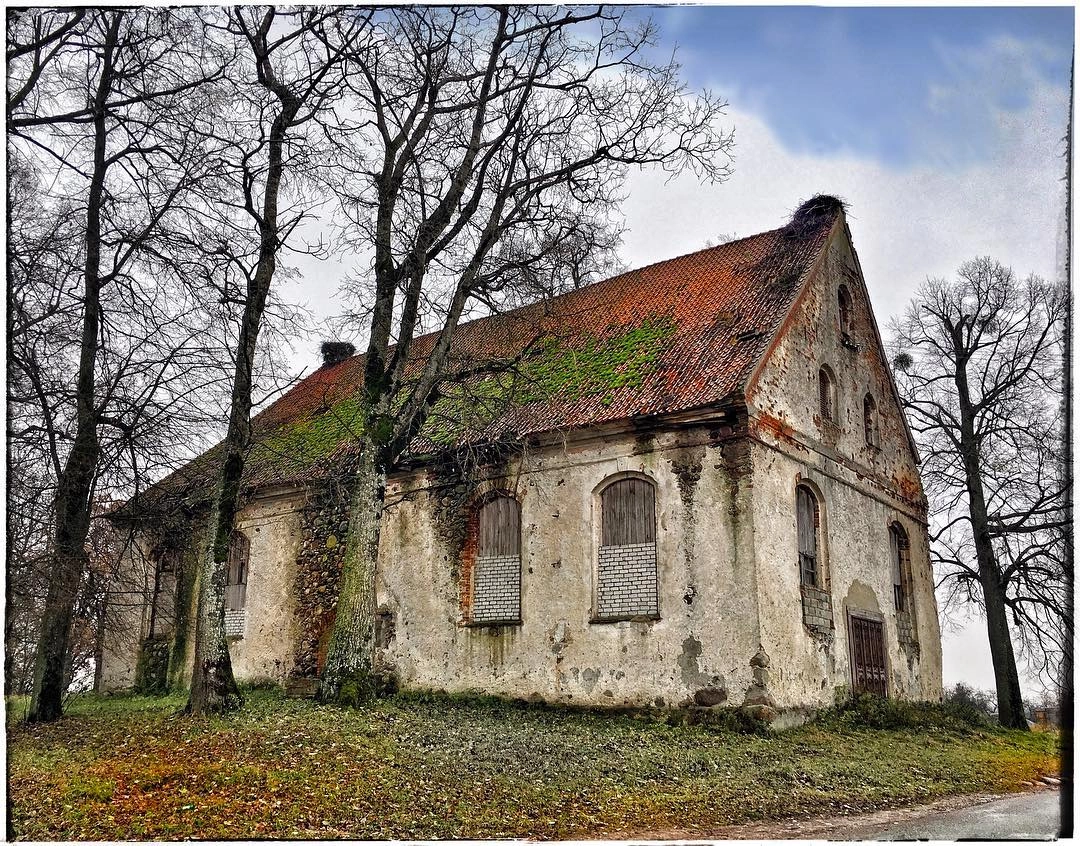
Ruine der Kirche Didlacken

Die Kirche Didlacken (1938–1946: Kirche Dittlacken, russisch Кирха Дидлакена Kircha Didlakena) ist ein schlichter massiver Saalbau mit verputzten Feldsteinen aus dem Jahre 1783. Das Gebäude war bis 1945 evangelisches Gotteshaus im heute Telmanowo genannten Ort im ehemaligen Ostpreußen. Bei jahrzehntelanger Fremdnutzung ist es heute dem Verfall preisgegeben.

## Geographische Lage
Das heutige Telmanowo liegt sieben Kilometer südwestlich der Stadt Tschernjachowsk (Insterburg) an der russischen Fernstraße A 197 (ehemalige deutsche Reichsstraße 139). Das Dorf ist eine Siedlung innerhalb der Swobodnenskoje selskoje posselenije (Landgemeinde Swoboda (Jänischken, 1938–1946 Jänichen)) im Rajon Tschernjachowsk (Kreis Insterburg) in der russischen Oblast Kaliningrad (Königsberg (Preußen)). Das Kirchengebäude steht unmittelbar an der Hauptstraße und ist als Kirche nur schwer noch zu erkennen.

## Kirchengebäude
Im Jahre 1665 wurde von dem Generalmajor und Gouverneur der Festung Pillau (heute russisch: Baltijsk) Pierre de la Cave in Didlacken eine evangelische Pfarrkirche errichtet. De la Cave war ein aus Frankreich gebürtiger Glaubensflüchtling und hatte die Didlackschen Güter erworben. Als sein Sohn Wilhelm de la Cave als letzter seines Stammes 1731 starb, fielen Güter und Kirche an den Staat, der 1836 das Hauptgut an  Herzog Leopold IV. von Anhalt-Dessau verkaufte. 1731 ging das Privatpatronat der Kirche an den König als Patron über.
Die Kirche von 1665 war ein Fachwerkbau und brannte im Jahre 1757 samt dem Pfarrhaus in Folge russischer Invasion ab.
Im Jahre 1783 wurde eine neue Kirche errichtet. Es handelte sich dabei um einen massiven Saalbau in schlichter Form mit dreiseitigem Chorschluss ohne Turm. Im Osten war eine Sakristei angebaut. Fenster und Türen waren im Stichbogen eingemauert.
Der Innenraum der Kirche war sehr einfach. Er war flach gedeckt, die Emporen liefen bis an die Ostwand heran. Der Kanzelaltar aus der Gründungszeit der Kirche war eine einfache Arbeit. Auf seiner linken Seite befand sich ein Sandsteinepitaph des Gründers der alten Kirche Pierre de la Cave. Für ihn hatte man 1676 hinter der Sakristei von Backsteinen ein Mausoleum errichtet, 30 Quadratmeter, mit Korbbogentür.
Im Jahre 1855 erhielt die Kirche eine Orgel, die beiden Glocken von 1760 und 1762 hingen auf dem Dachboden der Kirche.
Das Kirchengebäude ist nahezu unversehrt durch den Krieg gekommen. Danach wurde es jahrzehntelang fremdgenutzt, sein Zustand ist marode und es droht mehr und mehr zu verfallen.

## Kirchengemeinde
Im Jahre 1665 wurde nicht nur die erste Kirche in Didlacken gebaut, sondern zugleich eine Kirchengemeinde mit Pfarrstelle errichtet. Das Kirchenpatronat war bis 1731 adlig, danach königlich. Im Jahre 1925 gehörten 3.450 Gemeindeglieder zur Gemeinde, die in 26 Kirchspielorten lebten. Die Kirchengemeinde war bis 1945 in den Kirchenkreis Insterburg in der Kirchenprovinz Ostpreußen der Kirche der Altpreußischen Union eingegliedert.
Die Flucht und Vertreibung der einheimischen Bevölkerung ließen das kirchliche Leben nach 1945 zum Erliegen kommen. In der Oblast Kaliningrad bildeten sich erst in den 1990er Jahren wieder neue evangelisch-lutherische Gemeinden, von denen die in Tschernjachowsk (Insterburg) dem jetzt Telmanowo genannten Ort am nächsten liegt. Sie ist Pfarrsitz für die Kirchenregion Tschernjachowsk innerhalb der Propstei Kaliningrad der Evangelisch-lutherischen Kirche Europäisches Russland.

### Kirchspielorte
Zum Kirchspiel der Kirche Didlacken gehörten bis 1946 insgesamt 26 Orte und kleinere Ortschaften:
| Deutscher Name       | Name (1938–1946)       | Russischer Name |  | Deutscher Name                   | Name (1938–1946)      | Russischer Name |
| -------------------- | ---------------------- | --------------- |  | -------------------------------- | --------------------- | --------------- |
| Althof Didlacken     | Althof-Dittlacken      | Telmanowo       |  | Klein Skripstienen               |                       |                 |
| Brödlauken           |                        |                 |  | *Kohlischken                     | seit 1928: Hutmühle   | Werschinino     |
| *Didlacken           | Dittlacken             | Telmanowo       |  | Kreywutschen                     |                       |                 |
| Einsiedel            |                        |                 |  | Adlig Laugallen                  | Dobeneck              | Starizkoje      |
| Freudenberg          |                        | Rutschji        |  | Leitnershof                      |                       |                 |
| Georgenhof           |                        |                 |  | Lenkutschen                      | Schleifenau           | Kapustino       |
| Groß Plattenischken  | seit 1928: Rehfeld     | Borowoje        |  | Neuhof Didlacken                 | Neuhof-Dittlacken     |                 |
| *Groß Skripstienen   | seit 1928: Fehlbrücken | Juschny         |  | *Pabbeln                         | seit 1928: Amwalde    | Senzowo         |
| Harpenthal           | Harpental              | Wolodino        |  | *Peterkehmen                     | Peterstal             | Rutschji        |
| Ischdagehlen         | Brennersdorf           | Matrossowo      |  | Santilten                        | seit 1928: Fehlbücken | Juschny         |
| *Jänischken          | Jänichen               | Swoboda         |  | *Scheppetschen                   | Oberschleifen         | Karskoje        |
| *Karlswalde          |                        |                 |  | *Schwirbeln                      |                       |                 |
| Klein Plattenischken |                        |                 |  | *Uszballen 1936–1938: Uschballen | Dittau                | Ossinowka       |

### Pfarrer
Zwischen 1665 und 1945 amtierten an der Kirche Didlacken 17 evangelische Geistliche:
- Johann Reinicke, 1665–1686
- Johann Donalitius, 1686–1699
- Daniel Döerffer, 1699–1712
- Fabian Ulrich Glaser, 1712–1747
- Friedrich Hassenstein, 1748–1778
- Johann Samuel Schöneich, 1778–1790
- Friedrich Gottlieb Schultz, 1791–1799
- Johann Ludwig Engewald, 1800–1831
- Wilhelm Theodor Schimmelpfennig, 1831–1849
- Carl Ludwig Morgen, 1849–1859
- Carl Rudolf Voigt, 1860–1871[10]
- Carl Fr. Phil. Ruhncke, 1871–1885
- Wilhelm Buß, 1885–1905
- Viktor Ulrich Chr. Krieger, 1905–1912
- Johann Christian Wenger, 1912–1939
- Ernst Knopf, 1941–1942
- Heinz Schenkel, 1943–1945

### Kirchenbücher
Von den Kirchenbüchern der Pfarrei Didlacken (Dittlacken) haben den Krieg überdauert und werden heute im Evangelischen Zentralarchiv in Berlin-Kreuzberg aufbewahrt:
- Taufen: 1725 bis 1770 und 1891 bis 1944
- Trauungen: 1880 bis 1944
- Begräbnisse: 1721 bis 1766 und 1881 bis 1944
- Konfirmationen: 1906 bis 1912
- Kommunikanten: 1727 bis 1739 und 1923 bis 1944.

## Verweise
1. ↑  Кав Пьер де ля - Pierre de la Cave bei prussia39.ru
2. ↑  Didlacken-Kirche (mit Foto aus dem Jahre 2009)
3. ↑  Walther Hubatsch, Geschichte der evangelischen Kirche Ostpreußens, Band 2: Bilder ostpreussischer Kirchen, Göttingen, 1968, Seite 101 mit Abb. 439
4. ↑  Der Kircheninnenraum heute (Foto aus dem Jahre 2008)
5. ↑  Кирха Дидлакена - Kirche Didlacken (mit Foto aus dem Jahre 2013)
6. ↑  Waltker Hubatsch, Geschichte der evangelischen Kirche Ostpreußens, Band 3: Dokumente, Göttingen, 1968, Seite 481
7. ↑  Evangelisch-lutherische Propstei Kaliningrad (Memento des Originals vom 29. August 2011 im Internet Archive)  Info: Der Archivlink wurde automatisch eingesetzt und noch nicht geprüft. Bitte prüfe Original- und Archivlink gemäß Anleitung und entferne dann diesen Hinweis.
8. ↑  Walther Hubatsch, wie oben, Band 3, Seite 481. - * = Schulorte
9. ↑  Friedwald Moeller, Altpreußisches evangelisches Pfarrerbuch von der Reformation bis zur Vertreibung im Jahre 1945, Hamburg, 1968, S. 31.
10. ↑  Voigt († 1871) war Angehöriger des Corps Littuania. 1848 blieb er bei den Silber-Litthauern.
11. ↑  Christa Stache, Verzeichnis der Kirchenbücher im Evangelischen Zentralarchiv in Berlin, Teil I: Die östlichen Kirchenprovinzen der Evangelischen Kirche der altpreußischen Union, Berlin, 1992³, Seite 34

Koordinaten: 54° 35′ N, 21° 45′ O